# Malia grata
Malia grata là một loài chim trong họ Locustellidae, nhưng trước đây từng được xếp trong họ Pycnonotidae hay Timaliidae.

## Các phân loài
- M. g. recondita Meyer A. B. & Wiglesworth, 1894: bắc Sulawesi.
- M. g. stresemanni Meise, 1931: trung và đông nam Sulawesi.
- M. g. grata Schlegel, 1880: tây nam Sulawesi.